# MEMORIA (藍井エイルの曲)
『MEMORIA』（メモリア）は、藍井エイルの楽曲。1枚目のシングルとして2011年10月19日にSME Recordsから発売された。

## 概要
表題曲「MEMORIA」は、テレビアニメ『Fate/Zero』のエンディングテーマとして使用された。10月31日付けオリコン週間シングルチャートで1.4万枚を記録し、初登場8位を獲得、その後4.2万枚まで伸びデビュー曲ながらオリコンTOP10入りを果たした。
2019年3月1日には、ソニー・ミュージックエンタテインメントのアニメソング人気投票キャンペーン「平成アニソン大賞」においてアーティストソング賞（2010年 - 2019年）に選出された。

## 収録曲

### 初回限定盤、通常盤
1. MEMORIA
作詞：Eir・安田史生、作曲：安田史生、編曲：下川佳代
  - テレビアニメ『Fate/Zero』エンディングテーマ
2. Back To Zero
作詞：Eir・飯濱壮士、作曲：安田史生、編曲：飯濱壮士
3. white world
作詞・作曲：Eir、編曲：飯濱壮士
4. MEMORIA（Instrumental）

### 期間限定盤
1. MEMORIA
2. Back To Zero
3. white world
4. MEMORIA （TV-Anime Size）

## 楽曲の収録アルバム
| 曲名    | アルバム | 発売日        | 備考                  |
| ------- | -------- | ------------- | --------------------- |
| MEMORIA | 『BLAU』 | 2013年1月30日 | 1stオリジナルアルバム |